# Proszowice
Proszowice este un oraș în Polonia.